# Paul Di Filippo
Paul Di Filippo (Rhode Island, 29 ottobre 1954) è un autore di fantascienza statunitense, conosciuto soprattutto per la sua ecletticità nel genere, che spazia dallo steampunk al cyberpunk.
È inoltre un critico per quasi tutte le più grandi riviste del campo, come Asimov's Science Fiction, The Magazine of Fantasy and Science Fiction, Science Fiction Eye, The New York Review of Science Fiction, Interzone e Nova Express.

## Opere

### Romanzi

#### Serie diWill Keats
Come Philip Lawson, con Michael Bishop
- Would It Kill You to Smile?, 1998
- Muskrat Courage, 2000

#### Serie della città lineare
- Un anno nella città lineare (A Year in the Linear City, 2002), romanzo breve
- La principessa della giungla lineare (A Princess of the Linear Jungle, 2011), Odissea Fantascienza n. 55, Delos Books, 2012. ISBN 9788865301753

#### Altri romanzi
- Ciphers: A Post-Shannon Rock 'N' Roll Mystery, 1997
- Joe's Liver, 2000
- A Mouthful of Tongues: Her Totipotent Tropicanalia, 2002 (erotica)
- Fuzzy Dice, 2003
- Spondulix, 2004
- Harp, Pipe, And Symphony, 2004
- Creature from the Black Lagoon: Time's Black Lagoon, 2006
- Cosmocopia, 2008 in Urania 1653, 2018, Arnoldo Mondadori Editore
- Roadside Bodhisattva, 2010

### Raccolte
- Steampunk, The Steampunk Trilogy, 1995 in Urania Collezione 187, 2018, Arnoldo Mondadori Editore
  - raccoglie i romanzi brevi Vittoria (Victoria, 1991), Il feticcio rubato (Hottentots, 1995) e Walt ed Emily (Walt and Emily, 1993)
- Destroy All Brains!, 1996
- Ribofunk, 1996
- Fractal Paisleys, 1997
- Lost Pages, 1998
- Strange Trades, 2001
- Little Doors, 2002
- Babylon sisters e altri postumani (Babylon Sisters, 2002),  Elara, 2012
- Neutrino Drag, 2004
- L'imperatore di Gondwana (The Emperor of Gondwanaland and other stories, 2005), Urania 1520, Arnoldo Mondadori Editore, 2007 [traduzione non integrale]
- Vendesi tempo, affare sicuro (Shuteye for the Timebroker, 2006), Urania 1589, Arnoldo Mondadori Editore, 2012
- Plumage From Pegasus, 2006
- Harsh Oases, 2009
- After the Collapse, 2011
- WikiWorld, 2013[1]

### Racconti
(parziale)
- Stone è vivo (Stone lives, 1985), raccolto in Mirrorshades
- Rescuing Andy, 1985
- Kid Charlemagne, 1987 (candidato al Premio Nebula)
- Any Major Dude, 1991
- Questa è fantascienza (Mairzy Doats, 1991); traduzione di Corinna Augustoni, in Millemondinverno 1992: 2 romanzi e 5 racconti, Millemondi 42, Arnoldo Mondadori Editore, 1992
- Lennon Spex, 1992 (candidato al Premio Nebula)
- World Wars III, 1992
- Mama Told Me Not to Come, 1993
- McGregor, 1994
- Plumage from Pegasus: Have Gun, Will Edit, 1996
- La valle felice alla fine del mondo (The Happy Valley at the End of the World, 1997) Biblioteca di un sole lontano n. 49, febbraio 2019, Delos Digital
- Singing Each to Each, 2000
- Karuna, Inc., 2001
- Wikiworld, 2007

### Fumetti
- Top Ten: Beyond the Farthest Precinct, 2005
- Doc Samson, 2006